# Jerzy Kochanowicz
Jerzy Eugeniusz Kochanowicz (ur. 1964) – polski pedagog, profesor nauk społecznych w dyscyplinie pedagogika,  specjalista w zakresie historii wychowania, w tym historii edukacji jezuickiej.

## Życiorys
W latach 1994–1999 odbył studia doktoranckie w Philosophisch-Theologische Hochschule Sankt Georgen we Frankfurcie nad Menem. Po obronie dysertacji napisanej pod kierunkiem prof. Medarda Kehla otrzymał stopień doktora teologii. W 2003 uzyskał habilitację z pedagogiki na Uniwersytecie Mikołaja Kopernika w Toruniu za pracę pt. „Geneza, organizacja i działalność jezuickich burs muzycznych”.
W latach 2003–2005 był kierownikiem Katedry Pedagogiki Społeczno-Opiekuńczej w Wyższej Szkole Filologiczno-Pedagogicznej Ignatianum w Krakowie. Od 2005 do 2011 pełnił funkcję prodziekana ds. nauki i współpracy z zagranicą Wydziału Nauk Pedagogicznych Dolnośląskiej Szkoły Wyższej, a od 2011 do 2017 – dyrektora Instytutu Pedagogiki Dolnośląskiej Szkoły Wyższej. Od 2010 do 2018 był kierownikiem studiów doktoranckich z pedagogiki. W latach 2019–2022 pracował na stanowisku profesora uczelni w Akademii WSB. W 2023 roku otrzymał tytuł profesora.
Jest autorem kilku monografii oraz kilkudziesięciu artykułów z zakresu pedagogiki i historii wychowania. Przetłumaczył na język polski kilka prac autorów włoskich, niemieckich i anglojęzycznych.

## Publikacje
- Kształcenie młodzieży w kolegiach jezuickich Rzeczypospolitej Obojga Narodów, Oficyna Wydawnicza ATUT, Wrocław 2021.
- Początki piśmiennictwa jezuickiego w Polsce: studium z historii kultury, Wydawnictwo Naukowe DSW, Wrocław 2012.
- Geneza, organizacja i działalność burs muzycznych, Wydawnictwo WAM, Kraków 2002.
- Przepisy dotyczące jezuickich burs muzycznych, Wydawnictwo WAM, Kraków 2002.
- Słownik jezuitów muzyków i prefektów burs muzycznych, Wydawnictwo WAM, Kraków 2002 (współautor: L. Grzebień).
- Słownik geograficzny jezuickich burs muzycznych (Materiały), Wydawnictwo WAM, Kraków 2002.
- Podręcznik pedagogiki Stefana Sczanieckiego SJ z 1715 roku. Professio circa puerorum in virtute, sapientia et politie institutionem, Wydawnictwo WAM, Kraków 2001.
- Słownik biograficzny wychowanków Zakładu Naukowo-Wychowawczego OO. Jezuitów w Chyrowie, 1886-1939, Wydawnictwo WAM, Kraków 2000 (współautorzy: L. Grzebień, J. Niemiec).
- Für euch Priester, mit euch Christ. Das Verhältnis von gemeinsamem und besonderem Priestertum (= Frankfurter Theologische Studien, 59), Verlag Josef Knecht, Frankfurt am Main 2000[6].